# Friedhof Grohn

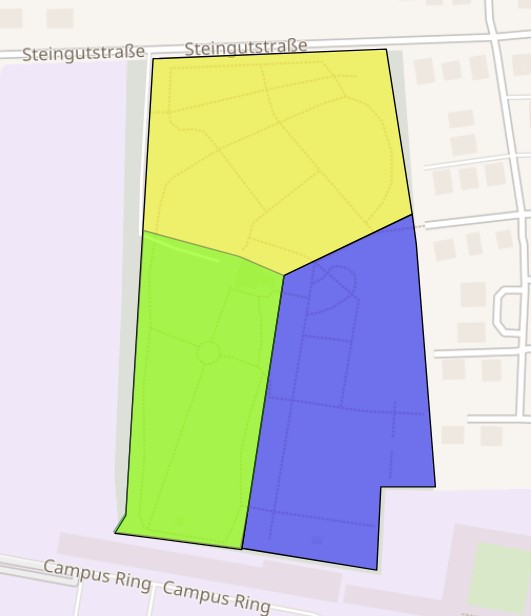
Friedhof, blau: kath.
gelb und grün: ev.
grün → Denkmalschutz

Der kirchliche Friedhof Grohn im Bremen-Vegesacker Ortsteil Grohn umfasst zwei ursprünglich durch einen Zaun getrennte Friedhöfe – einen evangelischen und einen katholischen, die 1907 eingerichtet wurden.  Beide Friedhöfe wurden später erweitert. Die Gesamtfläche beträgt ca. 3,7 ha; davon entfällt etwa 2/3 auf den evangelischen Friedhof. Die Zugänge liegen an der Steingutstraße und der Straße An Rankes Feld. Die Kapelle auf dem evangelischen Friedhof wird von beiden Gemeinden genutzt.

## Evangelischer Friedhof

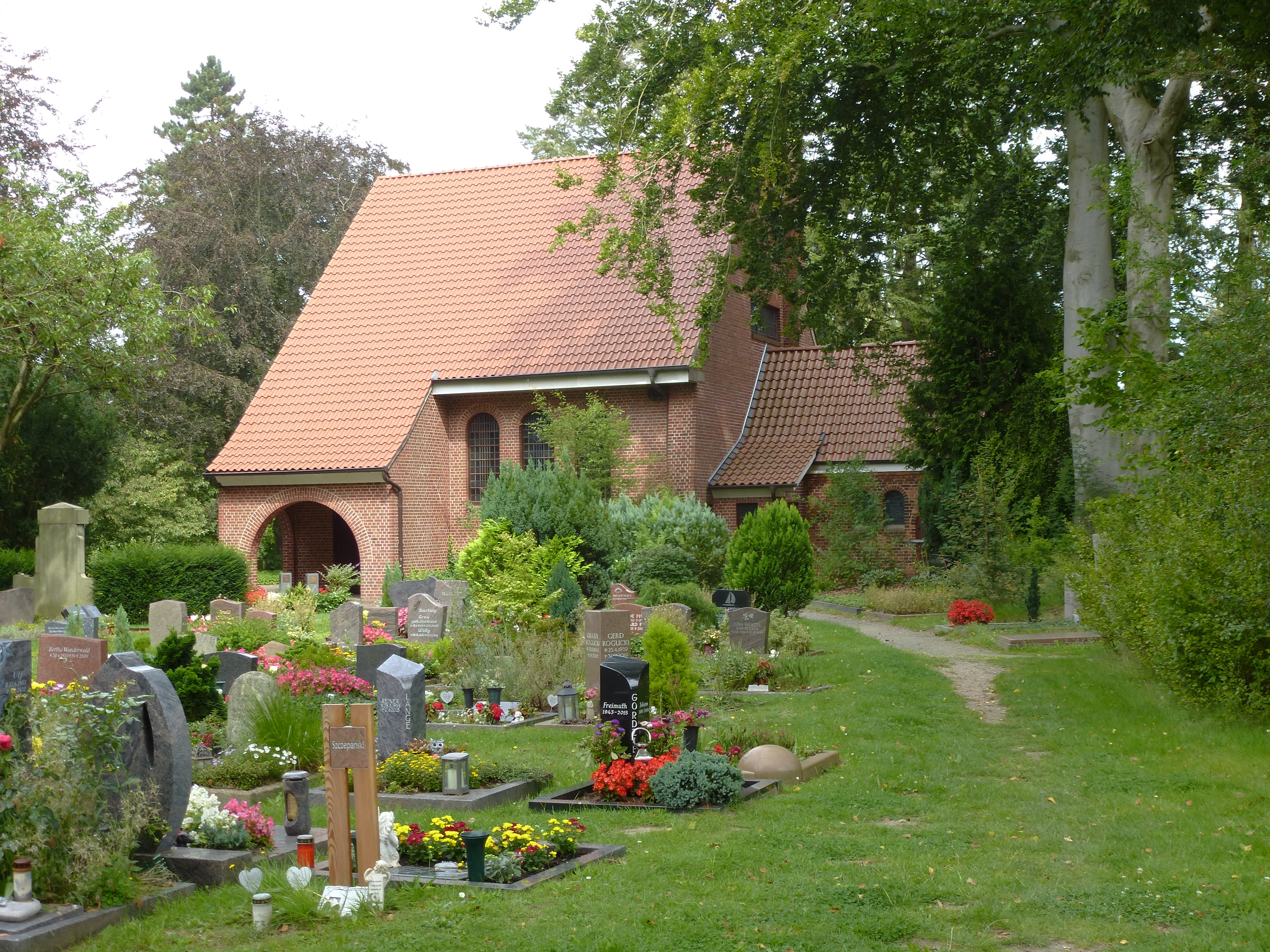
Kapelle, Südseite

Der Friedhof der evangelisch-lutherischen Kirchengemeinde St. Michael in Grohn umfasst den nördlichen und westlichen Teil der Fläche. Die parkähnliche Gestaltung des Friedhofs von 1907 beruht auf Plänen des Garteningenieurs Friedrich Garbers. 2023 wurde der südliche Teil des Friedhofs als Gesamtanlage unter Denkmalschutz gestellt; hier ist das künstlerische Konzept der Anlage noch gut erkennbar.
Der Haupteingang lag zunächst an der südwestlichen Ecke des Grundstücks und führte direkt zur südlichen Zierkirschenallee. Auf dem dort südlich angrenzenden Gelände wurde ab 1936 eine Flakkaserne (heute Constructor University) errichtet. Daher wurde das Tor an die westliche Zierkirschenallee mit Zugang über die Steingutstraße verlegt.
In der Nähe des früheren Haupteingangs steht die um 1930 erbaute Grabstätte Freise, die seit 2023 als Einzeldenkmal geschützt ist. Der kleine, eingeschossige, halb erdversenkte Backsteinbau mit quadratischem Grundriss trägt ein mit Biberschwanz gedecktes Zeltdach. Die Grabkammer dient zugleich als Andachtsraum. Der Türsturz außen über dem Eingang sowie je zwei Sessel und Kerzenhalter im Inneren wurden aus glasierten Keramikteilen zusammengesetzt. Bauherr war der Direktor der Fabrik Norddeutsche Steingut, Otto Freise, der hier bestattet wurde.

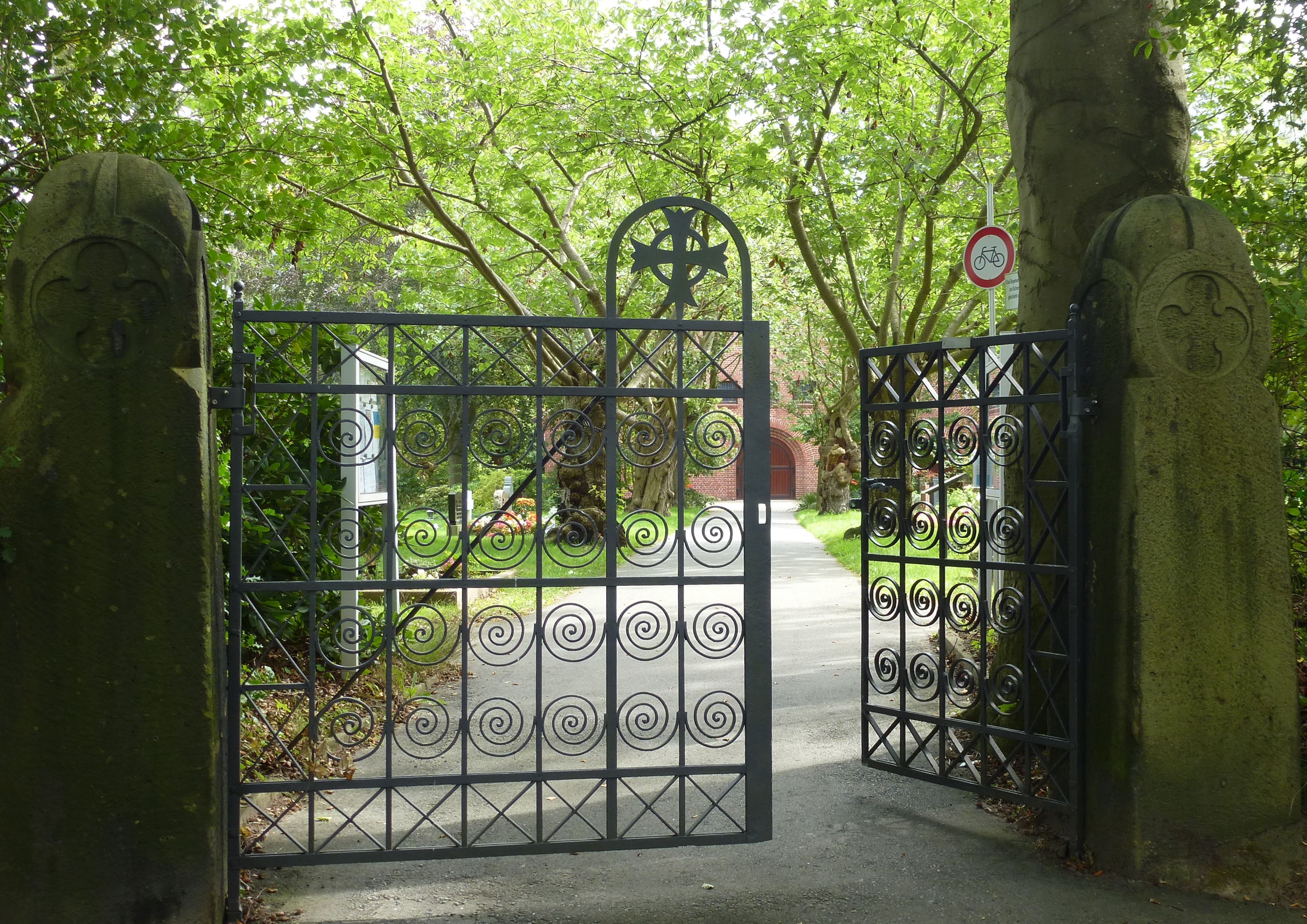
Tor Steingutstraße
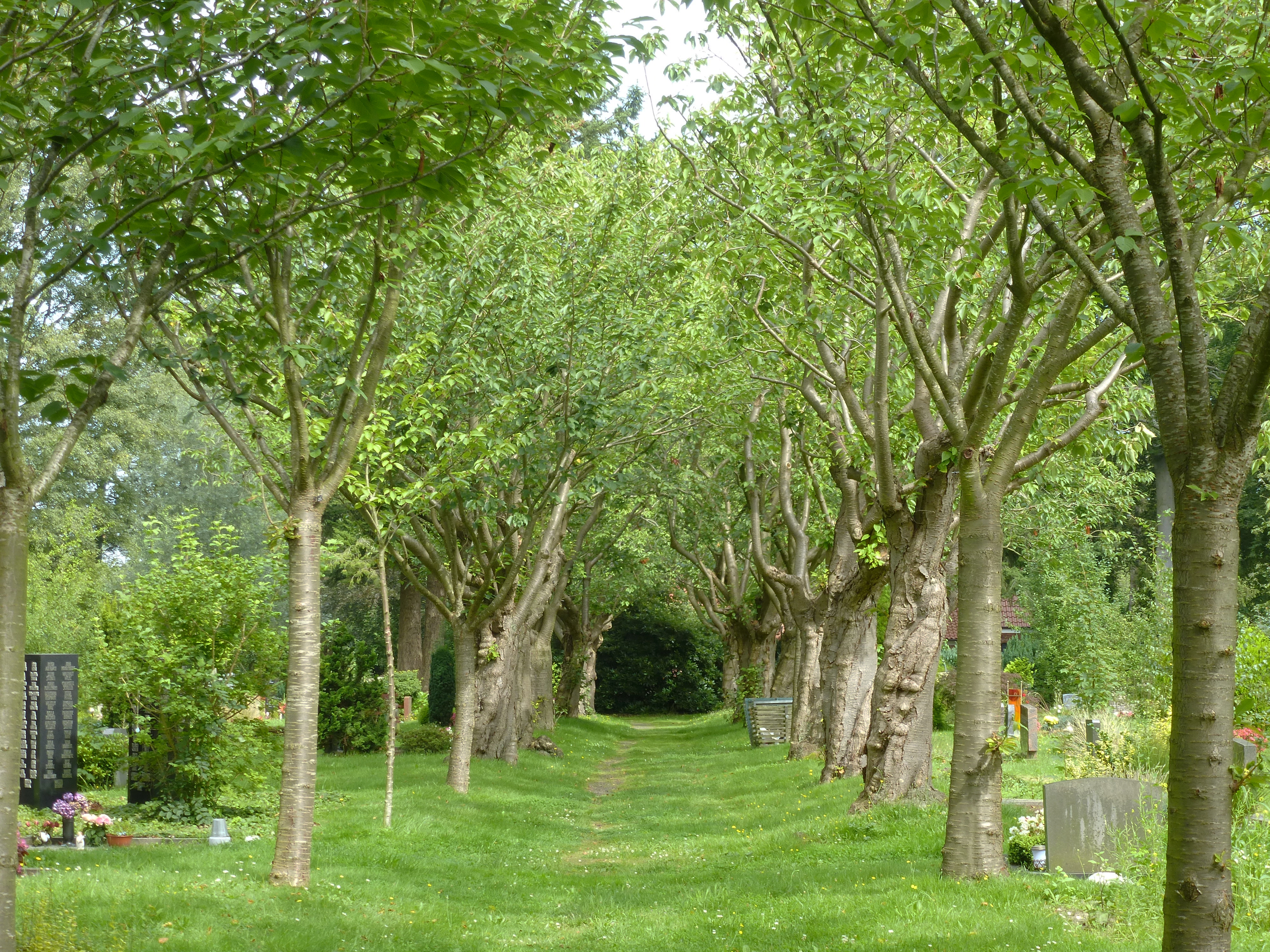
Südliche Zierkirschenallee
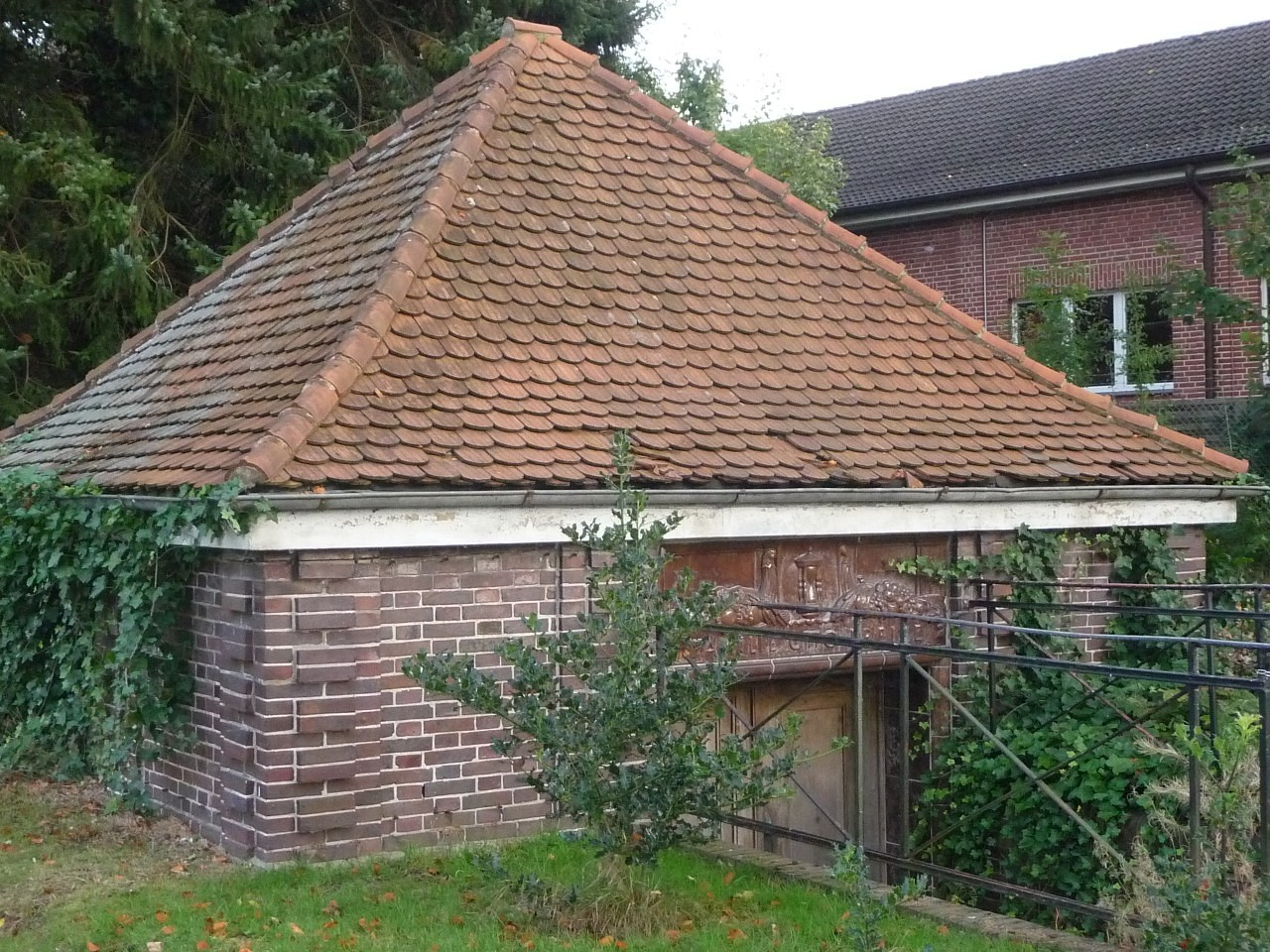
Grabstätte Freise

## Katholischer Friedhof
Der Friedhof der katholischen Pfarrgemeinde Heilige Familie in Grohn schließt östlich an den evangelischen Friedhof an. Seine Gestaltung ist durch das überwiegend rechtwinklige Wegenetz geprägt.  